# 古川佳奈美
古川佳奈美（日语：／ Furukawa Kanami ，1997年7月27日—），出身於福岡縣福岡市，日本残疾人乒乓球運動員。她是2020年夏季帕拉林匹克運動會桌球比賽日本代表成員之一。

## 經歷
古川佳奈美生於1997年7月27日，出身於福岡縣福岡市。小學4年級時被診斷患上輕度智能障礙及自閉症。初中入讀福岡市立和白中學校後加入了桌球部。2012年參加以智能障礙運動員為對象的FID日本青少年公開賽（福岡縣）並首次獲得勝利。高中入讀立花高等學校，除了高校的健常者比賽外，古川還參加了帕拉桌球比賽。經過殘疾分類認定後，於2015年開始參加國際比賽。
高中畢業後，在北九州市明太子製造工場工作，每週持續練習6天。2020年4月，古川與桌球綜合用品商VICTAS簽訂顧問合约。2021年7月，當選日本代表參加2020年夏季帕拉林匹克運動會桌球比賽，所屬於博多桌球俱樂部。

## 主要成績

### 2017年
- 杜拜2017年亞洲青年帕拉競技大會（UAE）女子單打 11級 3位[6]

### 2018年
- FID日本錦標賽桌球大會（神奈川）女子單打 3位　女子雙打 3位　11級[6]
- ITTF帕拉世界錦標賽（斯洛維尼亞）女子單打 3位[6]
- 2018年FID日本冠軍聯賽桌球大會（神奈川）女子單打 4位 11級[6]

### 2019年
- 帕拉FID日本錦標賽桌球大會2019（神奈川） 女子單打 3位　女子雙打 3位 11級[6]
- ITTF 亞洲帕拉冠軍聯賽（台灣）女子單打 8強 女子團體 3位 11級[6]
- ITTF PTT日本公開賽2019東京（東京）女子單打 3位　女子雙打 2位 11級[6]
- INAS國際比賽（澳大利亞）女子團體 3位 11級[7][10]

### 2020年
- 西班牙乒乓球公開賽 女子單打 3位、女子團體準優勝 11級[7][11]

## 外部連結
- 古川佳奈美 所屬合約品牌公司（日語）
- 古川佳奈美的X（前Twitter）（日語）
- 古川佳奈美的Instagram帳戶（日語）